# Ana Serradilla
Ana Isabel Serradilla García (nascimento: 9 de agosto de 1978), é uma atriz mexicana. Ficou conhecida por suas estreias em séries de televisão, tais como: La viuda negra, Drenaje profundo e  Linea nocturna.  

## Filmografia

### Filmes
| Ano  | Título                          | Personagem                      | Notas                |
| ---- | ------------------------------- | ------------------------------- | -------------------- |
| 2000 | El duende del reloj             | Ericka                          | Curta-metragem       |
| 2001 | Un mundo raro                   | Dianita "la de las vueltecitas" |                      |
| 2006 | Cansada de besar sapos          | Martha Zavala                   |                      |
| 2006 | Sexo, amor y otras perversiones | Mirtha                          | Segmento: "Por amor" |
| 2006 | Amor de madre                   | Sofia                           | Curta-metragem       |
| 2007 | El brindis                      | Emilia                          |                      |
| 2007 | Corazón marchito                | Ella                            |                      |
| 2007 | Eros una vez María              | María                           |                      |
| 2007 | Déficit                         | Mafer                           |                      |
| 2008 | Todo incluido                   | Macarena                        |                      |
| 2009 | Euforia                         | Ana                             |                      |
| 2010 | Preludio                        | Ella                            |                      |
| 2011 | La otra familia                 | Ivana                           |                      |
| 2011 | Los inadaptados                 | Sofía                           |                      |
| 2011 | Pastorela                       | Monjita                         |                      |
| 2012 | Espacio interior                | María                           |                      |
| 2012 | Hidden Moon                     | Miranda Ríos                    |                      |
| 2013 | Buenos amigos                   | Ella                            | Curta-metragem       |
| 2016 | La viuda negra 2                | Griselda Blanco                 |                      |

### Televisão
| Ano           | Título                        | Personagem                                         | Notas |
| ------------- | ----------------------------- | -------------------------------------------------- | --- |
| 1998          | Chiquititas                   | Belén                                              | Estreia de televisão |
| 1999          | La vida en el espejo          | Paulita Giraldo de Román                           | |
| 2000          | Momento de decisión           |                                                    | |
| 2001          | Cuando seas mía               | Daniela Sánchez Serrano / Daniela Sánchez Zambrano | |
| 2003          | El poder del amor             |                                                    | |
| 2003          | Mirada de mujer... el regreso | Carolina                                           | |
| 2004          | Tan infinito como el desierto |                                                    | |
| 2004          | Las Juanas                    | Juana Valentina                                    | Personagem principal |
| 2006          | Línea nocturna                | Ana Lilia Armendáriz                               | 12 episódios |
| 2006          | Campeones de la vida          | Isabel                                             | |
| 2008          | Amas de casa desesperadas     | Gabriela Solís                                     | |
| 2008          | Deseo prohibido               | Lucía Santos                                       | |
| 2010–11       | Drenaje Profundo              | Yamel García                                       | 16 episódios |
| 2013          | Alguien más                   | Irene                                              | "Trauma superada" (Estação 1, Episódio 1) "La montaña" (Estação 1, Episódio 2) "Salma" (Estação 1, Episódio 3) "Envidia de la buena" (Estação 1, Episódio 4) "Tailândia" (Estação 1, Episódio 5) |
| 2014–presente | La viuda negra                | Griselda Blanco                                    | Personagem principal |
| 2015          | La esquina del diablo         | Ana García / Sara Robles                           | Personagem principal |
| 2019          | Doña Flor y sus dos maridos   | Doña Flor                                          | Personagem principal |

### Como produtora
| Ano  | Título          | Notas                     |
| ---- | --------------- | ------------------------- |
| 2010 | Preludio        | Produtora                 |
| 2011 | Los inadaptados | Produtora associada       |
| 2013 | Alguien más     | Co-produtora (5 episódio) |